# اسکریتری (مریلند)
اسکریتری (به انگلیسی: Secretary) شهری در ایالت مریلند کشور ایالات متحده آمریکا است که جمعیت آن در سرشماری سال ۲۰۱۰ میلادی، ۵۳۵ نفر بوده‌است.